# Expresul de seară
Expresul de seară (titlul original: în cehă Tereza) este un film de crimă cehoslovac, realizat în 1961 de regizorul Pavel Blumenfeld, după romanul  Pomozte mi, Terezo! al scriitoarei Anna Sedlmayerová, protagoniști fiind actorii Jiřina Švorcová, Vladimír Ráž, Gustav Heverle și Otomar Krejča.

## Rezumat
Marele caz al sublocotenentului Tereza Machátová: Ing. Bernard anunță că soția sa nu s-a întors de la vizitarea rudelor din Berlin. Tereza, care investighează cazul împreună cu căpitanul Landa, leagă faptele constatate de descoperirea cadavrului unei femei înecate. Singurul lucru care i-a rămas făptuitorului este să mărturisească... 

## Distribuție
- Jiřina Švorcová –	sublocotenentul VB Tereza Machátová
- Vladimír Ráž – Jan Bernard, referent Čechofrachtu
- Gustav Heverle – căpitanul VB Landa
- Otomar Krejča – pictorul Karel Holman
- Otakar Brousek – maiorul VB Záruba
- Viola Zinková – Hilda, soția lui Bernard
- Jela Lukešová-Tučná – Gita Viláryová, amanta lui Bernard
- Josef Gruss – Švarc, fost criminal
- Marie Brožová – Eibichová, soacra lui Bernard
- Vladimír Hlavatý – Eibich, socrul lui Bernard
- Jana Zatloukalová – Irenka, fiica lui Bernard
- Jitka Frantová – coafeza Liduška
- Aida Glosová – secretara Landova
- Josef Bartůněk – barcagiul
- Pavla Maršálková – Machátová, mama Terezei
- Zdeněk Duss – Vašek, camaradul Terezei
- Růžena Preisslerová – Helena, camarada Terezei
- Martin Vačkář – Petr Kyncl, băiatul cercetat
- Slávka Budínová – mama lui Kyncl
- Kamila Moučková – Jarmila Nováková, colega lui Bernard
- Ota Motyčka – taximetristul
- Míla Myslíková – chelnerița Marta
- Jindřich Narenta – naratorul
- Karel Pavlík – lucrătorul feroviar Beneš, un vecin al familiei Bernard
- Lída Vostrčilová – soția lui Beneš
- Karel Hovorka – un prieten
- Blažena Slavíčková – o vecină